# موکش خانا
موکش خانا (انگلیسی: Mukesh Khanna؛ (زادهٔ ۲۳ ژوئن ۱۹۵۸) یک هنرپیشه اهل هند است. وی از سال ۱۹۸۰ میلادی تاکنون مشغول فعالیت بوده‌است.
او در فیلم کلک بازی کرده‌است.

## فیلم‌شناسی
فهرست برخی از فیلم‌هایی که موکش خانا در آن‌ها به ایفای نقش پرداخته است:
- کلک
- باران
- من بازیکن،تو بی‌تجربه
- بازیکن بین‌المللی
- میدان جنگ
- شاهد دروغگو
- قیمت
- سوگند
- جی ویکرانتا
- خمیر
- نیرومند
- بیایید عاشق شویم
- شهامت
- طاقت
- پادشاه
- ظلم و ستم
- شجاعانه
- وحشت
- مسبب
- فیلم
- طرح
- جبهه آتش
- پادشاه بی‌تاج